# Phthinosaurus borissiaki
Phthinosaurus borissiaki è un terapside estinto, di incerta collocazione sistematica. Visse nel Permiano medio (circa 268 - 265 milioni di anni fa) e i suoi resti fossili sono stati ritrovati in Russia.

## Descrizione
Questo animale è noto solo per una mandibola isolata, ed è quindi impossibile ricostruirne l'aspetto. La mandibola era piuttosto simile a quella del più noto Phthinosuchus, ma era dotata di un piccolo processo coronoide nella zona in cui la mandibola si attaccava al resto del cranio. L'angolo di inserzione dei denti nella mandibola era diretto leggermente all'indietro, un'altra differenza rispetto a Phthinosuchus in cui i denti erano diretti esclusivamente verso l'alto. In Phthinosaurus, inoltre, il margine inferiore della mandibola era leggermente convesso. 

## Classificazione
Phthinosaurus venne descritto per la prima volta nel 1940 da Ivan Efremov, sulla base di una mandibola fossile nei pressi di Belebei, nel Bashkortostan. Efremov non ascrisse questa forma a nessuna delle famiglie di terapsidi conosciute, ma nel 1954 lo stesso paleontologo descrisse un altro terapside, conosciuto questa volta per il cranio e la mandibola, Phthinosuchus, e ascrisse Phthinosaurus alla nuova famiglia Phthinosuchidae. Pochi anni dopo, nel 1961, Everett C. Olson istituì l'infraordine Phthinosuchia per includere queste due forme, e nel 1974 Leonid Tatarinov attribuì Phthinosaurus a una famiglia a sé stante (Phthinosauridae). Lo stesso Tatarinov, nel 1988, ritenne che alcune caratteristiche (la presenza del processo coronoide) permettevano di ascrivere Phthinosaurus al gruppo dei terocefali. Nel 2008, M. F. Ivakhnenko notò la presenza dei caratteristici alveoli dentali all'indietro e la convessità della mandibola e classificò Phthinosaurus come un dinocefalo ropalodontide. 